# 張率
張率（ちょう そつ、475年 - 527年）は、南朝斉から梁にかけての官僚・文人。字は士簡。本貫は呉郡呉県。

## 経歴
張瓌の子として生まれた。建武元年（494年）、斉の始安王蕭遙光が揚州刺史となると、張率を主簿として召し迎えようとしたが、張率は就任しなかった。著作佐郎を初任とした。建武3年（496年）、秀才に挙げられ、太子舎人に任じられた。張率は尚書殿中郎となった。南康王蕭宝融の下で西中郎功曹史とされたが、病を理由に就任しなかった。長らくを経て太子洗馬に任じられた。蕭衍が霸府を建てると、張率は召し出されて相国主簿となった。梁の天監初年、鄱陽王蕭恢の下で友となり、謝朏の下に転じて司徒掾をつとめた。文徳省に宿直して待詔をつとめ、武帝（蕭衍）の命を受けて乙部書を要約した。また婦人事二十数条を100巻にまとめて、王深・范懐約・褚洵らに書写させ、後宮に配給した。また張率は「待詔賦」「侍宴賦詩」を作って上奏した。秘書丞に転じて、玉衡殿で武帝の引見を受けた。
天監4年（505年）3月、河南国が舞馬を献上すると、張率は武帝の命を受けて賦を作った。この年、父の張瓌が死去したため、張率は職を辞して喪に服した。
父の喪が明けた後、張率は長らく出仕しなかった。天監7年（508年）、武帝に召し出されて、建安王蕭偉の下で中権中記室参軍とされた。まもなく寿光省に宿直するよう命じられ、丙丁部書を要約した。天監8年（509年）、晋安王蕭綱が石頭城に駐屯すると、張率はその下で雲麾中記室となった。天監9年（510年）、蕭綱が南兗州刺史となると、張率は宣毅諮議参軍に転じ、記室を兼ねた。蕭綱が建康に帰ると、張率は中書侍郎に任じられた。天監13年（514年）、蕭綱が荊州刺史となると、張率はその下で宣恵諮議参軍となり、江陵県令を兼ねた。天監14年（515年）、蕭綱が江州刺史に転じると、張率は諮議参軍のまま記室を兼ね、豫章郡と臨川郡を監督した。
建康に召還されて太子僕に任じられ、招遠将軍・司徒右長史・揚州別駕を歴任した。まもなく太子家令に転じ、太子中庶子の陸倕や太子僕の劉孝綽とともに東宮の記録を管掌した。黄門侍郎に転じた。新安郡太守として出向し、任期を満了して建康に帰ろうとした途中で、生母が死去した。大通元年（527年）、喪が明けないうちに死去した。享年は53。著作に『文衡』15巻、『文集』38巻があり、当時に通行した。
子の張長公が後を嗣いだ。

## 人物・逸話
- 張率は12歳で文章を作ることができ、1日に詩1篇を作った。進歩して賦や頌を作るようになり、16歳になるとその作品は2000首ほどに達した。
- 張率は陸少玄と仲が良く、陸少玄の家にその父の陸澄の蔵書万余巻があったが、張率はその書を読みつくした。
- 同郡出身の陸倕とは幼な友達で、いつも一緒に左衛将軍の沈約のもとを訪れていた。任昉が沈約のもとにいたとき、沈約が張率・陸倕と付き合うよう任昉に勧めたため、張率は任昉と交友するようになった。
- 武帝は張率の詩について「張率は東南の美、劉孺は雒陽の才」と評した[5]。
- 張率の父の張瓌には侍妓が数十人おり、その中に歌を得意とする美女がいて、儀曹郎の顧玩之[6]が求婚したが、女はこれを拒絶して出家して尼となった。顧玩之はこの当てつけに張率が姦淫したとの怪文書を流し、南司がこのことを奏聞した。武帝は張率の才を惜しんで、その上奏を無視した。
- 張率は官職を歴任したが、実務的な記録には関心がなく、あるとき別駕として奏上したことについて武帝が質問すると、張率は「文書にあるとおりです」と答えるだけだった。
- 張率は酒をたしなみ、細かい事は寛容に許し、とくに家のことは忘れがちであった。新安郡にいたとき、張率は家僮に米3000石を託して呉県の自宅に持ち帰らせたが、到着すると大半が失われていた。張率がその理由を問うと、家僮は「雀や鼠にやられたのです」と答えた。張率は笑って「壮なるかな雀鼠」といった。結局詳しいことを追求しなかった。
- 張率は『七略』や『漢書』芸文志に載せられた詩賦でその文を亡失したものを補作した。

## 伝記資料
- 『梁書』巻33 列伝第27
- 『南史』巻31 列伝第21